# فرانكلين (نيويورك)
فرانكلين (بالإنجليزية: Franklin, Delaware County, New York)‏ هي بلدة أمريكية تقع في الولايات المتحدة في مقاطعة ديلاوير. يقدر عدد سكانها بـ 2,411 نسمة .